# 东桥镇 (钟祥市)
东桥镇，是中华人民共和国湖北省荆门市钟祥市下辖的一个乡镇级行政单位。

## 行政区划
东桥镇下辖以下地区：
东桥社区、黄集村、墩岭村、三星村、马岭村、柳河村、中李村、岁湾村、朋岭村、沈集村、金店村、联盟村、永隆村、九堰村、高潮村、清明村、团山村、东桥村、七堰村和勤岭村。